# Kevin McBride
Kevin McBride (Bellshill, 14 juni 1981) is een Schotse voetballer (middenvelder) die sinds 2009 voor de Schotse eersteklasser Hibernian FC uitkomt. Van maart tot mei 2011 wordt hij uitgeleend aan tweedeklasser Raith Rovers. Voordien speelde hij onder meer voor Celtic FC, Motherwell FC en Falkirk FC.